# Autoryzowani lekkoatleci neutralni na Mistrzostwach Świata w Lekkoatletyce 2017

Robocza flaga używana dla autoryzowanych lekkoatletów neutralnych podczas relacji telewizyjnych

Autoryzowani lekkoatleci neutralni (ang. Authorised Neutral Athletes) – dziewiętnaścioro sportowców rosyjskich dopuszczonych przez Międzynarodowe Stowarzyszenie Federacji Lekkoatletycznych do udziału pod flagą neutralną w Mistrzostwach Świata w Lekkoatletyce w Londynie.

## Zdobyte medale
| Medal  | Zawodnik            | Konkurencja                | Rezultat | Data        |
| ------ | ------------------- | -------------------------- | -------- | ----------- |
| złoto  | Marija Lasickienė   | skok wzwyż                 | 2,03     | 12 sierpnia |
| srebro | Siergiej Szubienkow | bieg na 110 m przez płotki | 13,14    | 7 sierpnia  |
| srebro | Darja Kliszyna      | skok w dal                 | 7,00     | 11 sierpnia |
| srebro | Walerij Pronkin     | rzut młotem                | 78,16    | 11 sierpnia |
| srebro | Siergiej Szyrobokow | chód na 20 km              | 1:18:55  | 13 sierpnia |
| srebro | Danił Łysienko      | skok wzwyż                 | 2,32     | 13 sierpnia |

## Skład reprezentacji
Mężczyźni
| Zawodnik            | Konkurencja                     | Eliminacje | Eliminacje | Półfinał | Półfinał | Finał    | Finał   |
| Zawodnik            | Konkurencja                     | Rezultat   | Pozycja    | Rezultat | Pozycja  | Rezultat | Pozycja |
| ------------------- | ------------------------------- | ---------- | ---------- | -------- | -------- | -------- | ------- |
| Siergiej Szubienkow | bieg na 110 metrów przez płotki | 13,47      | 15. Q      | 13,22    | 3. q     | 13,14    | srebro  |
| Siergiej Szyrobokow | chód na 20 kilometrów           | —          | —          | —        | —        | 1:18:55  | srebro  |

| Zawodnik          | Konkurencja    | Kwalifikacje | Kwalifikacje | Finał | Finał   |
| Zawodnik          | Konkurencja    | Wynik        | Pozycja      | Wynik | Pozycja |
| ----------------- | -------------- | ------------ | ------------ | ----- | ------- |
| Ilja Iwaniuk      | skok wzwyż     | 2,29         | 7. q         | 2,25  | =6.     |
| Danił Łysienko    | skok wzwyż     | 2,31         | 3. Q         | 2,32  | srebro  |
| Ilja Mudrow       | skok o tyczce  | 5,45         | 22.          | NQ    | NQ      |
| Aleksandr Mieńkow | skok w dal     | 8,07         | 5. Q         | 8,24  | 4.      |
| Aleksandr Lesnoj  | pchnięcie kulą | 19,67        | 26.          | NQ    | NQ      |
| Wiktor Butenko    | rzut dyskiem   | 59,29        | 23.          | NQ    | NQ      |
| Siergiej Litwinow | rzut młotem    | 73,48        | 17.          | NQ    | NQ      |
| Walerij Pronkin   | rzut młotem    | 75,09        | 10. q        | 78,16 | srebro  |
| Ołeksij Sokyrski  | rzut młotem    | 75,50        | 8. q         | 77,50 | 5.      |

Dziesięciobój
| Zawodnik         | Konkurencja | 100 m | LJ   | SP    | HJ   | 400 m | 110H | DT  | PV  | JT | 1500 m | Wynik | Pozycja |
| ---------------- | ----------- | ----- | ---- | ----- | ---- | ----- | ---- | --- | --- | -- | ------ | ----- | ------- |
| Ilja Szkurieniow | Rezultat    | 11,17 | 7,62 | 13,48 | 2,08 | 49,02 | DSQ  | DNS | DNS | –  | –      | DNF   | DNF     |
| Ilja Szkurieniow | Punkty      | 823   | 965  | 697   | 878  | 860   | 0    | 0   | 0   | –  | –      | DNF   | DNF     |

Kobiety
| Zawodniczka         | Konkurencja           | Finał    | Finał   |
| Zawodniczka         | Konkurencja           | Rezultat | Pozycja |
| ------------------- | --------------------- | -------- | ------- |
| Kławdija Afanasjewa | chód na 20 kilometrów | DSQ      | DSQ     |

| Zawodniczka       | Konkurencja    | Kwalifikacje | Kwalifikacje | Finał | Finał   |
| Zawodniczka       | Konkurencja    | Wynik        | Pozycja      | Wynik | Pozycja |
| ----------------- | -------------- | ------------ | ------------ | ----- | ------- |
| Irina Gordiejewa  | skok wzwyż     | 1,89         | 16.          | NQ    | NQ      |
| Marija Lasickienė | skok wzwyż     | 1,92         | 1. q         | 2,03  | złoto   |
| Olga Mullina      | skok o tyczce  | 4,55         | 8. q         | 4,55  | 8.      |
| Anżelika Sidorowa | skok o tyczce  | NM           | –            | NQ    | NQ      |
| Darja Kliszyna    | skok w dal     | 6,66         | 1. q         | 7,00  | srebro  |
| Wira Rebryk       | rzut oszczepem | NM           | –            | NQ    | NQ      |